# Vršna vas
Vršna vas este o localitate din comuna Šmarje pri Jelšah, Slovenia, cu o populație de 120 de locuitori.